# Parco nazionale di Conguillío
Il parco nazionale di Conguillío è un'area naturale protetta situata nelle Ande cilene, nella regione dell'Araucanía nelle regioni di Cautín e Malleco. Il suo nome proviene dalla Lingua mapudungun e significa "acqua con semi di Araucaria".
L'area, che copre 602 chilometri quadrati, comprende i vulcani di Llaima e Sierra Nevada; la regione è caratterizzata da vaste foreste che coprono antiche colate di lava di basalto e andesite.
Le foreste sono formate in gran parte da piante di Araucaria e Nothofagus, con laghi e lagune molto pittoreschi.
È chiamato anche Los Paraguas (l'ombrellone), riferito alla forma dei suoi alberi.
In questo parco sono tenute alcune riprese di Nel mondo dei dinosauri, una serie televisiva della BBC.

## Storia
Nasce nel 21 agosto 1940 come Parco Nazionale "Los Paraguas", con 18.750 ettari. Il 26 maggio 1950, venne poi ampliato e nominato "Riserva forestale di Conguillío" divenendo un complesso di 36.000 ettari a cui venne aggiunto (il 17 ottobre 1967) il settore “Laguna Verde”, con 137 ettari. La zona poi, prese il nome attuale di "Parco Nazionale del Conguillío" solo dopo il riconoscimento del 15 aprile 1987. 
Attualmente il Parco ha una dimensione di 60.833 ettari e, nel 1983, è stato nominato "Riserva della Biosfera".

## Galleria d'immagini

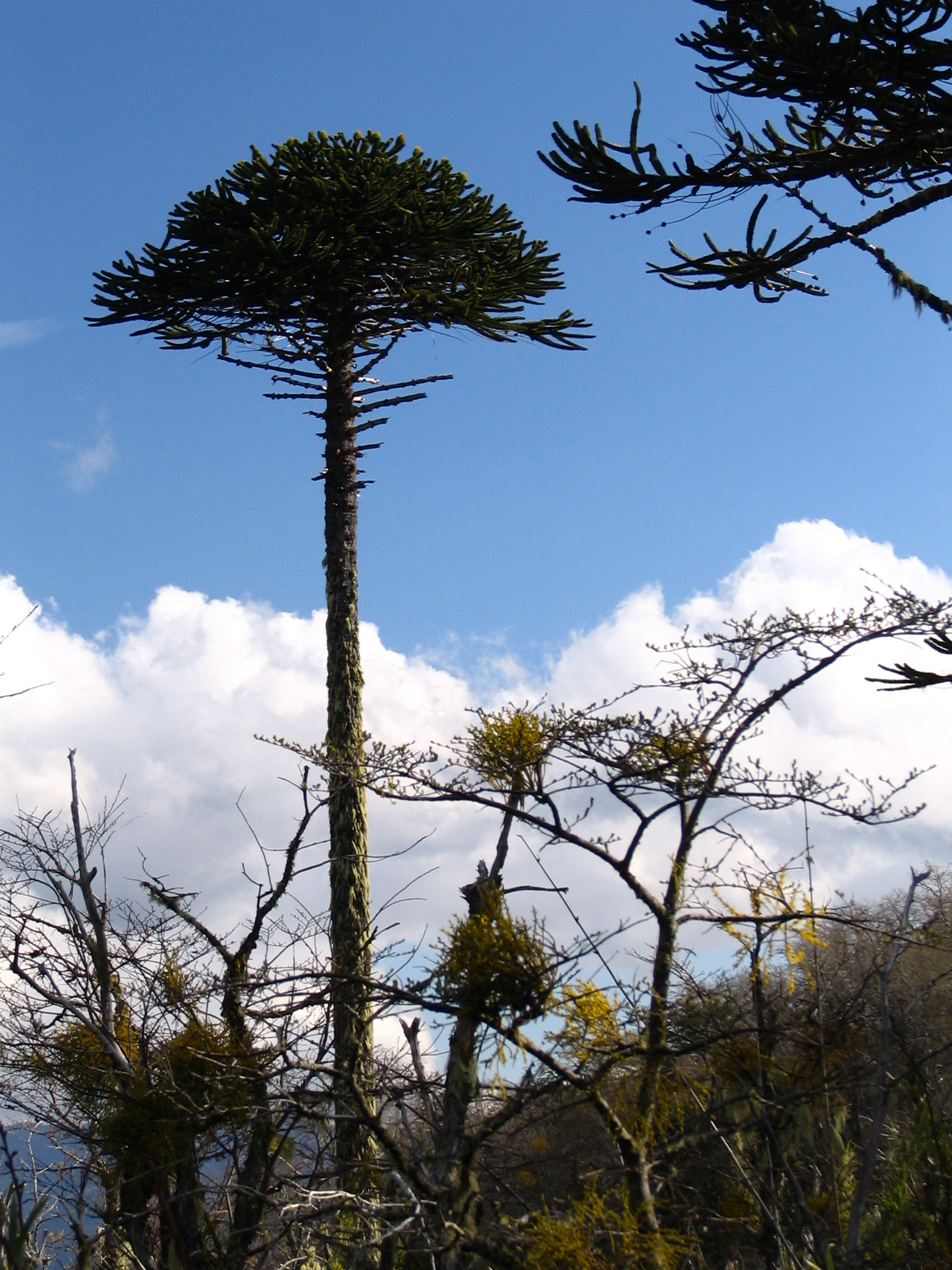
Foto di araucaria con la sua tipica forma ad ombrello .
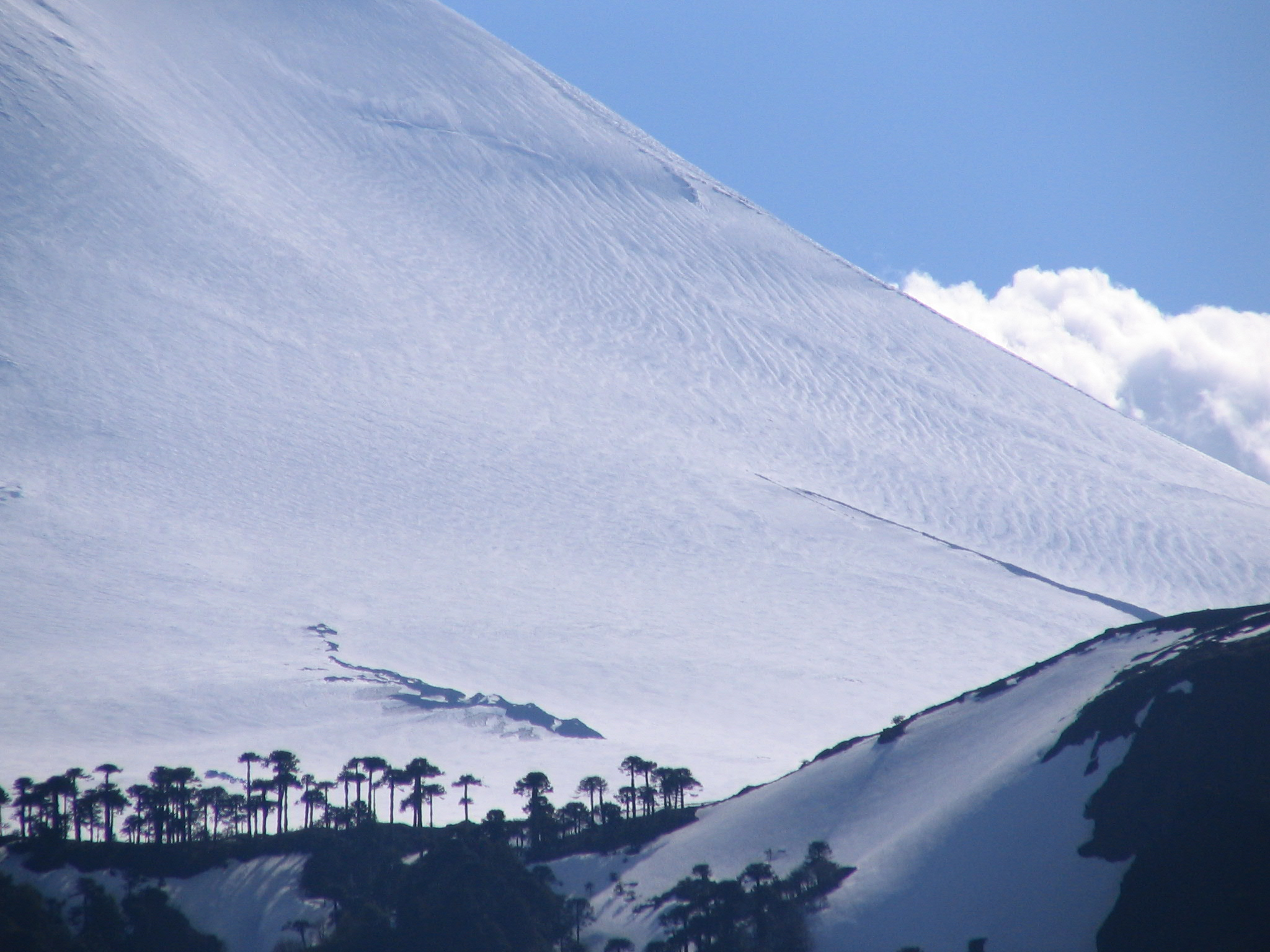
Pendici innevate del vulcano Llaima, Cile.
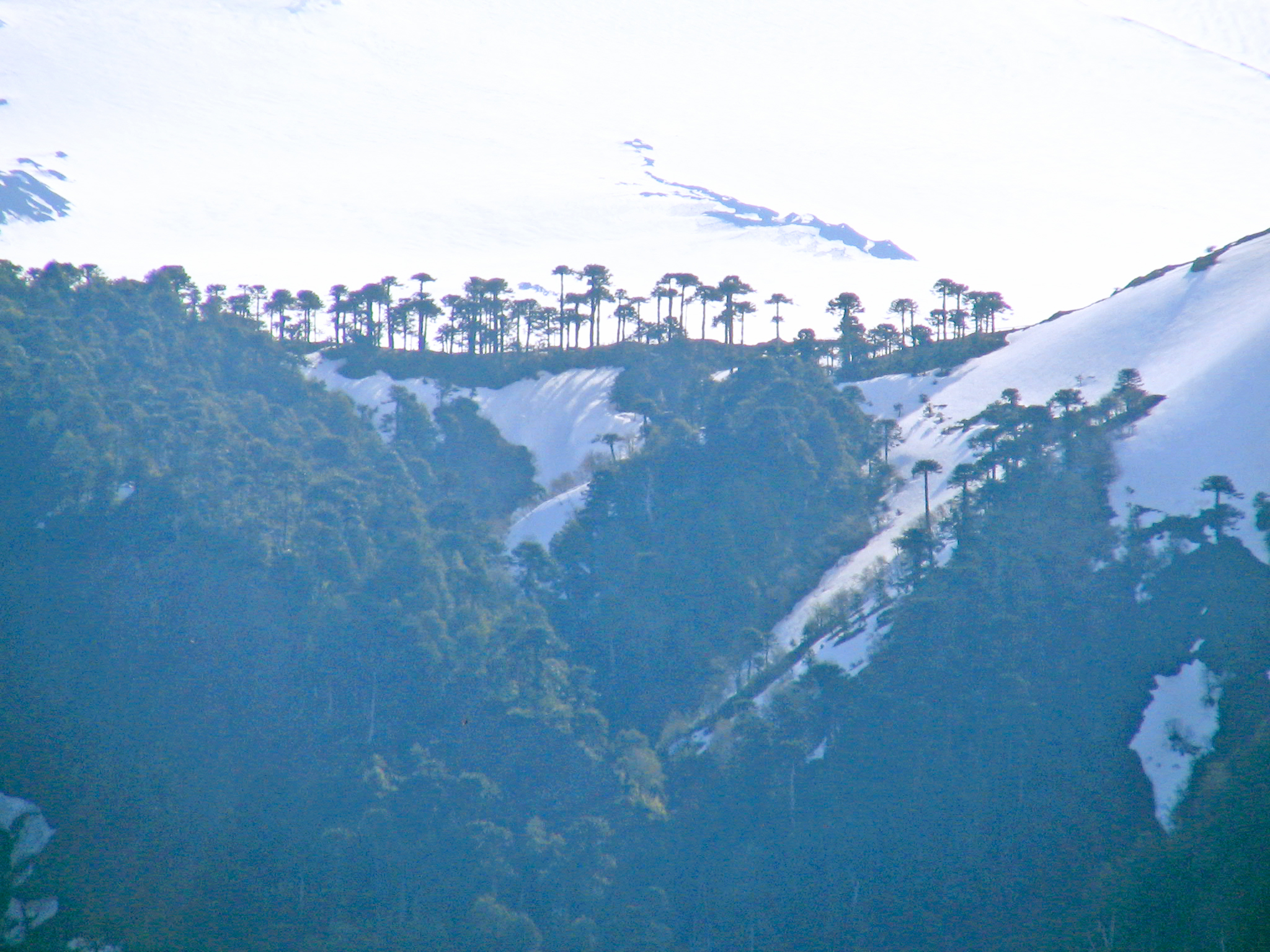
Araucaria araucana nel parco di Conguillío.
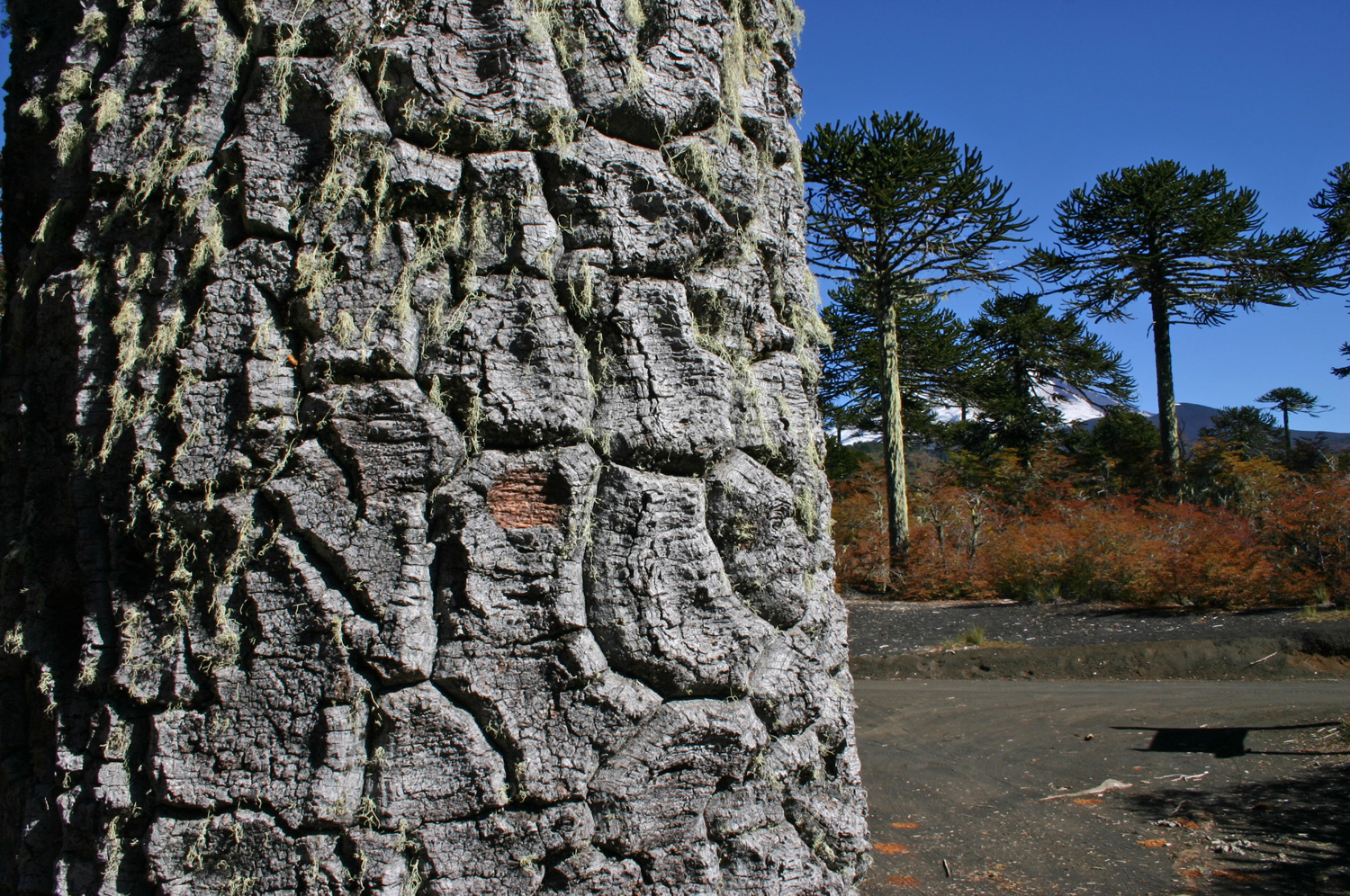
Corteccia di Araucaria.
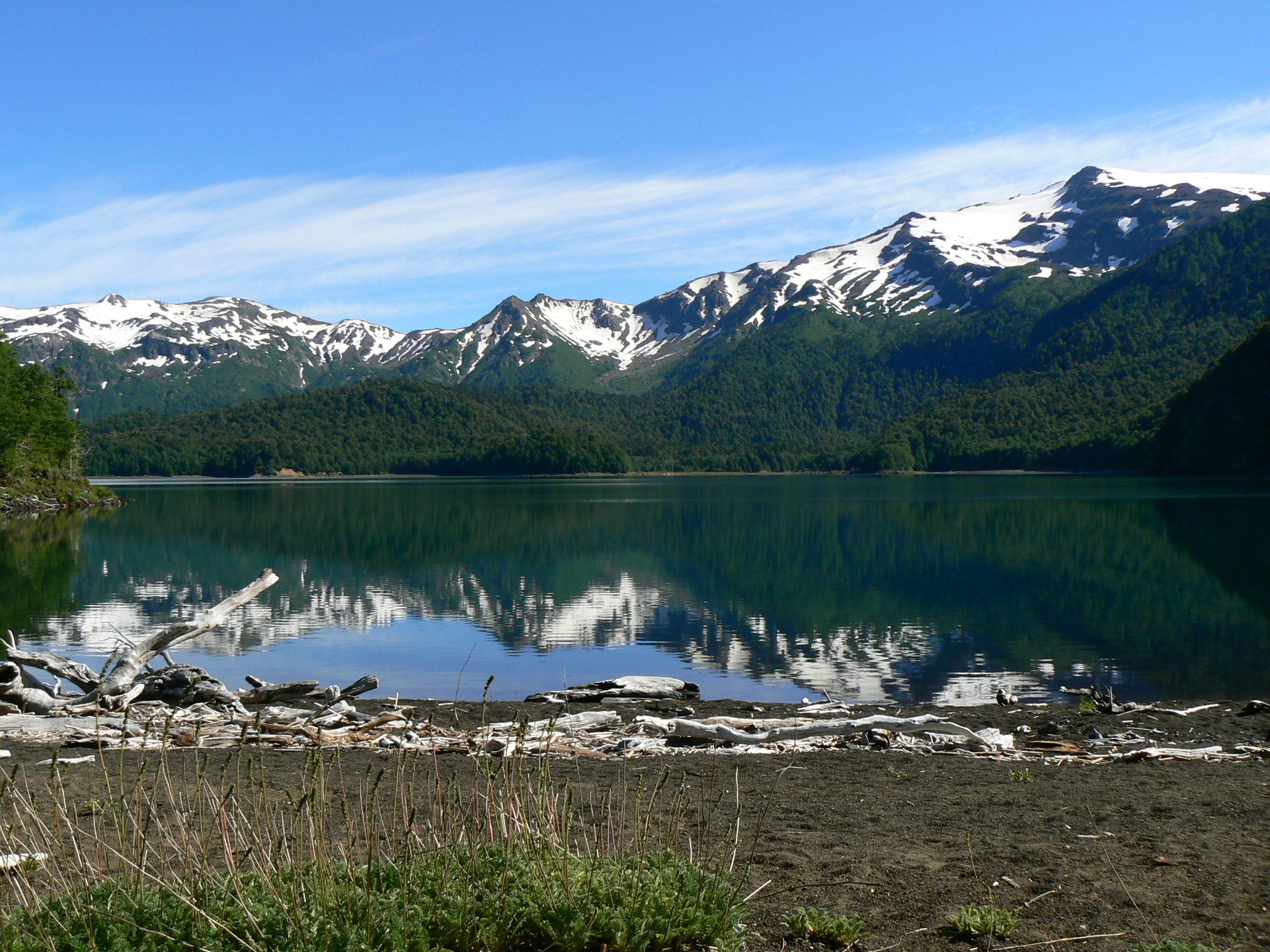
Sierra Nevada (vulcano)